# Yves Chabert
Pas d'image ? Cliquez ici

a Compétitions nationales et continentales officielles uniquement.

b Matchs officiels uniquement.
Yves Chabert, né le 30 novembre 1944 à Saint-Pargoire, est un joueur de rugby à XIII international français évoluant au poste d'arrière dans les années 1960 et 1970.
Il joue au sein du club du SU Cavaillon de nombreuses années aux côtés de Serge Pialat avec lequel il prend part au Championnat de France. Fort de ses performances en club, il côtoie l'équipe de France et compte une sélection officielle le 30 novembre 1968 affrontant la Grande-Bretagne.

## Biographie

### Détails en sélection
| 1. | 30 novembre 1968 | Grande-Bretagne | 10-34 | Test-match | Arrière | 4 | - | 2 | - |